# メッタ・ヴィクトリア・フラー・ヴィクター
メッタ・ヴィクトリア・フラー・ヴィクター（英語: Metta Victoria Fuller Victor、1831年3月2日-1885年6月26日）は、アメリカの小説家。 シーリー・レジェスターなどのペンネームを名乗り活動した。アメリカにおいて、推理小説を執筆した最初期の人物の一人であるとされる。
100冊以上のダイムノヴェルを執筆し、この分野の草分けとなった。

## 生涯
ペンシルベニア州のエリーにて誕生。父 Adonijah Fuller と母ルーシー・ウィリアムズ・フラーが儲けた5人の子のうち3番目の子であった。

1839年に家族とともにオハイオ州のウースターへと転居し、この地でこちらも著名な作家となった姉フランシスと共に女子神学校に通った。二人は地方紙に小説を寄稿し、後にホーム・ジャーナルへと活動の場を広げた。
1848年、フラー姉妹は共にニューヨークへと転居して執筆活動を続けた。
1856年、メッタは編集者でありダイム・ノヴェル出版の先駆者であるオービル・ジェームス・ビクターと結婚。
姉のフランシスも後にヴィクターの兄弟と結婚した
メッタは『コスモポリタン・アート・ジャーナル』誌やビードル・アンド・カンパニー社の月刊『ホーム』誌で編集者として勤め、後にビードル社での夫の叢書に匿名で寄稿するようになった。
1885年6月26日、ニュージャージー州ホーホーカスにてガンのため死去。遺体はリッジウッドのバロー墓地に埋葬された。

## 著作
彼女の代表作として、初めて手掛けたダイム・ノヴェルであるAlice Wilde (1860年)、奴隷制廃止主義者の感情を表現したMaum Guinea, and Her Plantation "Children" (1861年)、アメリカで最初の長編犯罪小説であるThe Dead Letter (1866年)、この他 The Figure Eight (1869年)、A Bad Boy's Diary (1880年)、The Blunders of a Bashful Man (1881年)が挙げられる。
1909年、A Bad Boy's Diary は佐々木邦の手によって『いたづら小僧日記』として翻訳され、更に岩田郷左衛門の『イタヅラ小僧絵日記』(1911年)、伊東六郎の『バッドボーイ日記』(1915年)といった翻訳が続けざまに刊行された。ところが、元々の原著が匿名で出版されたこと、佐々木が原作者を「アンノウンマン」であるとしたこと、さらに佐々木が原著を紛失したとこぼしていたことが原因で原著が長らく特定されず、『いたづら小僧日記』は翻訳を装った佐々木個人の創作であり、岩田らの訳は佐々木の作品の剽窃なのではないかとの説まで上る時期もあった。
彼女は	シーリー・レジェスターの他にもコリーヌ・クッシュマン、エレノア・リー・エドワーズ、（本名の）メッタ・フラー、ウォルター・T・グレイ、ミセス・オリン・ジェームズ、ローズ・ケネディ、ルイス・ルグランド、ミセス・マーク・ピーボディ、ザ・シンギング・シビル、ミセス・ヘンリー・トーマスといった様々なペンネームを使用した。